# كوشك أباد (كاهشنغ)
کوشك أباد (بالفارسية: کوشک‌آباد) هي مستوطنة تقع في إيران في قسم كاهشنغ الريفي.